# Pavlina Filipova
Pour les articles homonymes, voir Filipova.
Pavlina Filipova, née le 20 décembre 1975 à Berkovica, est une biathlète bulgare. 

## Biographie
À l'origine Filipova est une fondeuse et participe aux Championnats du monde 1995.
Après des débuts dans la Coupe du monde en 1996-1997, elle marque ses premiers points au début de la saison suivante, où elle est quinzième à Östersund. Durant la saison 1999-2000, elle obtient son premier et seul podium individuel en carrière, avec une troisième place à l'individuel d'Osrblie, juste après son premier podium en relais à Pokljuka.
Elle a terminé quatrième de l'individuel aux Jeux olympiques de 1998 et du relais à ceux de 2002. 
En 2006, elle devient championne d'Europe de l'individuel.
Elle s'est retirée en 2009.

## Palmarès

### Jeux olympiques d'hiver
| Épreuve / Édition      | Individuel | Sprint | Poursuite                        | Départ en masse                  | Relais |
| ---------------------- | ---------- | ------ | -------------------------------- | -------------------------------- | ------ |
| JO 1998 Nagano         | 4e         | 41e    | Épreuve inexistante à cette date | Épreuve inexistante à cette date | 6e     |
| JO 2002 Salt Lake City | 20e        | 17e    | 12e                              | Épreuve inexistante à cette date | 4e     |
| JO 2006 Turin          | 43e        | 46e    | 32e                              | —                                | 8e     |

Légende :
- — : pas de participation à l'épreuve
- : épreuve inexistante ou non olympique.

### Coupe du monde
- Meilleur classement général : 15e en 2000.
- 1 podium individuel : 1 troisième place.
- 3 podiums en relais : 3 troisièmes places.

### Championnats d'Europe
- Médaille d'or de l'individuel en 2006.
- Médaille d'argent du relais en 2006.
- Médaille de bronze de l'individuel en 2004.
- Médaille de bronze de la poursuite en 2008.